# Salt-N-Pepa
Salt-N-Pepa (Солт-эн-Пэ́па, с англ. «Соль и перец») — американское женское хип-хоп-трио из Куинс, город Нью-Йорк.
Основанная в 1985 году, Salt-N-Pepa была одной из первых чисто женских рэп-групп. По состоянию на 2014 год является обладателем «Грэмми» за «Лучший рэп в исполнении дуэта или группы» (1995), «MTV Video Music Award» за «Лучший электронный танцевальный видеоклип» (1994), «Лучшую хореографию» (1994) и «Лучший видеоклип в стиле R&B» (1994), а также «BET Hip Hop Award» в категории «I Am Hip-Hop Icon» (2010), и это пока единственная женская хип-хоп-группа, которой удалось выиграть «Грэмми» и достичь платиновых продаж.
Песня «Let’s Talk About Sex» в исполнении группы Salt-N-Pepa входит в составленный Залом славы рок-н-ролла список 500 Songs That Shaped Rock and Roll.

## Дискография
См. статью «Salt-n-Pepa discography» с английском разделе.

### Избранные синглы
- «Push It» (1987)

## Награды и номинации
См. «Salt-N-Pepa#Awards and nominations» с английском разделе.